# スコット・パターソン (俳優)
スコット・パターソン（英語：Scott Patterson、1958年9月11日 - ）は、アメリカ合衆国ペンシルベニア州フィラデルフィア出身の俳優・元野球選手。

## 来歴
フィラデルフィアで生まれ、ニュージャージー州のハッドンフィールドで育つ。
ラトガース大学で文学を学ぶが中退し、カレッジで野球を始める。その後、80年からマイナーリーグの投手としてニューヨークヤンキース、アトランタ・ブレーブス、テキサス・レンジャーズで活躍。
選手引退後にニューヨークでロバート・ルイスとソンドラ・リーから演技について学び、92年に『地獄の女スーパーコップ』で映画デビュー。
94年の野球映画『リトル・ビッグ・フィールド』では、投手のキャリアを活かしてピッチャー役を演じている。
2007年の『ソウ4』からジグソウの殺人ゲームの捜査に介入するFBI捜査官ストラムを演じ、続く『ソウ5』にも出演。
TVでは『ギルモア・ガールズ』にルーク役でレギュラー出演していた。また2010年から放送している『THE EVENT/イベント』では2011年までマイケル・ブキャナン役を演じた。

## フィルモグラフィー

### 映画
| 製作年 | 邦題 原題                                             | 役名                     | 備考           |
| ------ | ----------------------------------------------------- | ------------------------ | -------------- |
| 1992   | 地獄の女スーパーコップ Intent to Kill                 | アル                     | 映画デビュー作 |
| 1993   | 帰って来た鬼警部アイアンサイド The Return of Ironside |                          | テレビ映画     |
| 1994   | リトル・ビッグ・フィールド Little Big Field           | マイク・マッグレヴェイ   |                |
| 1994   | エイリアン・ネイション2 Alien Nation: Dark Horizon    | アポッスノ               | テレビ映画     |
| 1995   | WISH ウィッシュ/夢がかなう時 Three Wishes             | スコットの父             |                |
| 1996   | THEM ゼム Them                                        | サイモン・トレント       | テレビ映画     |
| 2007   | ソウ4 Saw IV                                          | ピーター・ストラム捜査官 |                |
| 2007   | ワールドカップに恋をして Her Best Move                | ギル                     |                |
| 2008   | ソウ5 Saw V                                           | ピーター・ストラム捜査官 |                |

### テレビシリーズ
| 放映年    | 邦題 原題                        | 役名                   | 備考                   |
| --------- | -------------------------------- | ---------------------- | ---------------------- |
| 1999      | ウィル&グレイス Will & Grace     | ジョン・グレゴリオ     | エピソード: "Das Boob" |
| 2000-2007 | ギルモア・ガールズ Gilmore Girls | ルーク                 |                        |
| 2010-2011 | THE EVENT/イベント The Event     | マイケル・ブキャナン   |                        |
| 2011      | CSI:マイアミ CSI:Miami           | ブレンドン・ドワイヤー |                        |